# Таннеровка
Таннеровка, шашка Таннера — образец шашки состоявший на вооружении Кавказского линейного войска, и Черноморского (позднее Кубанского), казачьего войска. Своё название шашка получила по фамилии поставщика — бельгийца, ганноверского подданного Г. К. Таннера.

## История
В 1850-х годах казаки Кавказского линейного, и Черноморского казачьего войска испытывали острую нужду в качественном клинковом оружии. Свои услуги в решении этой проблемы предложил бельгийский фабрикант Генрих Карлов Таннер, занимавшийся в то время поставками 6-линейных капсюльных винтовок русским казачьим войскам. Таннер разместил заказ на золингенской фирме «П. Д. Люнешлосс и К°», а также привлек к работе ряд мастеров-оружейников, специалистов по изготовлению ножен, прибора, эфеса, монтировщиков. Конкретные разработчики шашки Таннера неизвестны, за основу были взяты черкесские шашки. Образец был в конце концов утверждён командующим войсками Кубанской области генерал-адъютантом графом Н. И. Евдокимовым.
Первоначально, наказной атаман Кавказского линейного войска, генерал-майор Н. А. Рудзевич, заказал Таннеру частным порядком, 3000 шашечных клинков, предполагавшихся впоследствии к бесплатной раздаче среди казаков, о чём Рудзевич сообщил начальнику штаба Кавказской армии Милютину в письме от 29 июля 1858 года. Заказ, в количестве 2934 штук, по 4 руб. 25 коп. за штуку, был поставлен в следующем, 1859 году. В 1860 году Кавказское линейное войско заказывает ещё 3000, столько же заказывает Черноморское казачье войско, в лице своего атамана Г. И. Филипсона.
17 мая 1860 года штаб войск правого крыла Кавказской линии, затребовал от наказного атамана линейного войска образец шашки, который и был выслан, причем в сопроводительном письме атаман указал, что в сравнении с образцовой, шашки будет изготовляться несколько более длинными, отточеннее и без ножен, так как их более выгодно делать на месте. В Кубанском казачьем войске (так с 19 ноября 1860 года стало называться Черноморское казачье войско) в начале 1861 года была создана комиссия по приёму шашек контракта 1860 года. Последний заказ на 2100 шашек без ножен, по цене 3 рубля за единицу, был сделан Кубанским войском 31 мая 1861 года. Эта партия была отправлена из Антверпена 24 февраля 1862 года, пароходом до Константинополя, далее через Керчь до Тамани. Принимала партию созданная 30 апреля комиссия во главе с войсковым старшиной Барыш-Тищенко. Всего Таннер поставил 11045 шашек — 2934 с ножнами, и 8111 без ножен. Также, некоторое неизвестное количество шашек закупалось непосредственно командирами частей, распределявшими их по своему усмотрению.

## Описание
Клинок стальной, искривлённый, небольшой кривизны, однолезвийный, боевой конец обоюдоострый примерно на 150 мм. В сечение клинок треугольный, вдоль обуха проходят три узких дола. Длина верхнего дола 520 мм, среднего — 640 мм, нижнего — 650 мм. Нижний край третьего дола отстоит от обуха на 16 мм, обух плоский. Толщина обуха возле эфеса 6,5 мм, в 300 мм от эфеса — 5,7 мм, в 500 мм — 3,8 мм. Хвостовик короткий, длиной 95 мм, довольно резко сужается на клин. С правой стороны клинка выбивалось клеймо изготовителя в виде дугообразной надписи LUNESCHLOSS.
Рукоять изготавливалась из буйволового рога тёмно-коричневого, почти чёрного цвета. Она была цельная, с прорезанным пазом под хвостовик, на головке выполнялась узкая прорезь шириной 1,5 мм, обозначая т. н. «уши». Толщина рукояти в основании 19 мм, толщина головки — 24,3 мм, ширина головки 48,2 мм. Деревянные ножны с железными гайками (обоймицами) оклеивались чёрным хозом.